# Cheetah3D
Cheetah3d（チータ3D）は、ドイツのMartin Wengenmayerが開発したmacOS専用3DCGソフトウェア。Cocoaフレームワークによって実装されている。

## 概要
モデリング、レンダリング、アニメーションが可能な統合環境である。
2001年より販売を開始し、2007年3月23日にバージョン4.0が、2007年6月19日にバージョン4.2が、2007年10月26日にバージョン4.3が、2009年12月にバージョン5.1がリリースされている。
バージョン4.0からは、主にアニメーション機能の強化が行われ、バージョン4.2ではマルチコア環境への最適化が図られた。バージョン4.3では、Mac OS X v10.5 Leopardに対応したほか、日本語ローカライズが行われた。
バージョン5.0ではマテリアルシステムの大幅な機能強化が行われ、ノードエディタが採用された。
主にアマチュアのデザイナーをターゲットに、覚えやすく簡単な操作と高機能で低価格を目指している。
macOS専用に一から設計されているため、これまでの他のmacOS上で動作する3DCGアプリケーションよりも軽快に動作する事を特徴としている。